# 金融業務能力検定
金融業務能力検定（きんゆうぎょうむのうりょくけんてい）とは、社団法人金融財政事情研究会が主催している日本の検定試験である。
検定は多くの種目に分かれており、初級クラスの新入行員、預金や法務、財務、税務の中級、上級クラス検定、コンプライアンス、個人情報、リレーションシップ・バンキング、CFO、年金、リスク管理と分かれている。受験地は各都道府県ごとに数か所予定されている。